# Kajakarstwo na Letnich Igrzyskach Olimpijskich 2020 – C-2 1000 m mężczyzn
C-2 1000 metrów mężczyzn to jedna z konkurencji w kajakarstwie klasycznym rozgrywanych podczas Letnich Igrzysk Olimpijskich 2020. Kajakarze rywalizowali między 2 a 3 sierpnia na torze Sea Forest Waterway.  

## Terminarz
Wszystkie godziny są podane w czasie tokijskimm (UTC+09:00).
| Data            | Godzina |              |
| --------------- | ------- | ------------ |
| 2 sierpnia 2021 | 10:05   | Eliminacje   |
| 2 sierpnia 2021 | 12:20   | Ćwierćfinały |
| 3 sierpnia 2021 | 09:43   | Półfinały    |
| 3 sierpnia 2021 | 11:45   | Finały       |

## Wyniki

### Eliminacje
Dwie najlepsze osady z każdego biegu awansowały do półfinałów, pozostałe do ćwierćfinałów.
Bieg 1
| Pozycja | Tor | Zawodnicy                            | Kraj       | Czas     | Uwagi |
| ------- | --- | ------------------------------------ | ---------- | -------- | ----- |
| 1.      | 6   | Liu Hao Zheng Pengfei                | Chiny      | 3:37,783 | SF    |
| 2.      | 5   | Serguey Torres Fernando Jorge        | Kuba       | 3:39,028 | SF    |
| 3.      | 4   | Jacky Godmann Isaquias Queiroz       | Brazylia   | 3:48,378 |       |
| 4.      | 1   | Sergey Yemelyanov Timofey Yemelyanov | Kazachstan | 3:49,079 |       |
| 5.      | 7   | Roland Varga Connor Fitzpatrick      | Kanada     | 3:49,263 |       |
| 6.      | 3   | Wiktor Głazunow Tomasz Barniak       | Polska     | 3:49,956 |       |
| 7.      | 2   | Balázs Adolf Dániel Fejes            | Węgry      | 3:53,964 |       |

Bieg 2
| Pozycja | Tor | Zawodnicy                                          | Kraj                              | Czas     | Uwagi |
| ------- | --- | -------------------------------------------------- | --------------------------------- | -------- | ----- |
| 1.      | 5   | Sebastian Brendel Tim Hecker                       | Niemcy                            | 3:42,774 | SF    |
| 2.      | 7   | Cayetano García Pablo Martínez                     | Hiszpania                         | 3:44,947 | SF    |
| 3.      | 3   | Petr Fuksa Martin Fuksa                            | Czechy                            | 3:53,056 |       |
| 4.      | 4   | Wiktor Miełantjew Władisław Czebotar               | Rosyjski Komitet Olimpijski       | 4:00,218 |       |
| 5.      | 2   | Cătălin Chirilă Victor Mihalachi                   | Rumunia                           | 4:00,459 |       |
| 6.      | 6   | Pawło Ałtuchow Dmytro Janczuk                      | Ukraina                           | 4:06,089 |       |
| 7.      | 1   | Buly Da Conceição Triste Roque Fernandes dos Ramos | Wyspy Świętego Tomasza i Książęca | 4:34,880 |       |

## Ćwierćfinał
Osady z miejsc 1 - 3 awansowały do półfinału, pozostałe do finału B.
Bieg 1
| Pozycja | Tor | Zawodnicy                            | Kraj                        | Czas     | Uwagi |
| ------- | --- | ------------------------------------ | --------------------------- | -------- | ----- |
| 1.      | 5   | Jacky Godmann Isaquias Queiroz       | Brazylia                    | 3:48,611 | SF    |
| 2.      | 2   | Pawło Ałtuchow Dmytro Janczuk        | Ukraina                     | 3:49,356 | SF    |
| 3.      | 3   | Cătălin Chirilă Victor Mihalachi     | Rumunia                     | 3:51,565 | SF    |
| 4.      | 6   | Balázs Adolf Dániel Fejes            | Węgry                       | 3:53,559 | FB    |
| 5.      | 4   | Wiktor Miełantjew Władisław Czebotar | Rosyjski Komitet Olimpijski | 4:09,956 | FB    |

Bieg 2
| Pozycja | Tor | Zawodnicy                                          | Kraj                              | Czas     | Uwagi |
| ------- | --- | -------------------------------------------------- | --------------------------------- | -------- | ----- |
| 1.      | 6   | Wiktor Głazunow Tomasz Barniak                     | Polska                            | 3:49,770 | SF    |
| 2.      | 5   | Petr Fuksa Martin Fuksa                            | Czechy                            | 3:50,635 | SF    |
| 3.      | 3   | Roland Varga Connor Fitzpatrick                    | Kanada                            | 3:50,768 | SF    |
| 4.      | 4   | Sergey Yemelyanov Timofey Yemelyanov               | Kazachstan                        | 3:55,157 | FB    |
| 5.      | 2   | Buly Da Conceição Triste Roque Fernandes dos Ramos | Wyspy Świętego Tomasza i Książęca | 4:44,055 | FB    |

## Półfinały
Pierwsze cztery osady z każdego półfinału awansowały do finału A, pozostałe do finału B.
Półfinał 1
| Pozycja | Tor | Zawodnicy                        | Kraj      | Czas     | Uwagi |
| ------- | --- | -------------------------------- | --------- | -------- | ----- |
| 1.      | 4   | Liu Hao Zheng Pengfei            | Chiny     | 3:27,023 | FA    |
| 2.      | 2   | Cătălin Chirilă Victor Mihalachi | Rumunia   | 3:27,399 | FA    |
| 3.      | 3   | Wiktor Głazunow Tomasz Barniak   | Polska    | 3:28,282 | FA    |
| 4.      | 5   | Cayetano García Pablo Martínez   | Hiszpania | 3:28,594 | FA    |
| 5.      | 6   | Pawło Ałtuchow Dmytro Janczuk    | Ukraina   | 3:28,775 | FB    |

Półfinał 2
| Pozycja | Tor | Zawodnicy                       | Kraj     | Czas     | Uwagi |
| ------- | --- | ------------------------------- | -------- | -------- | ----- |
| 1.      | 4   | Sebastian Brendel Tim Hecker    | Niemcy   | 3:26,812 | FA    |
| 2.      | 5   | Serguey Torres Fernando Jorge   | Kuba     | 3:27,102 | FA    |
| 3.      | 2   | Roland Varga Connor Fitzpatrick | Kanada   | 3:27,145 | FA    |
| 4.      | 3   | Jacky Godmann Isaquias Queiroz  | Brazylia | 3:27,167 | FA    |
| 5.      | 6   | Petr Fuksa Martin Fuksa         | Czechy   | 3:28,927 | FB    |

## Finały

### Finał B
| Pozycja | Tor | Zawodnicy                                          | Państwo                           | Czas     | Uwagi |
| ------- | --- | -------------------------------------------------- | --------------------------------- | -------- | ----- |
| 9.      | 2   | Wiktor Miełantjew Władisław Czebotar               | Rosyjski Komitet Olimpijski       | 3:30,406 |       |
| 10.     | 4   | Petr Fuksa Martin Fuksa                            | Czechy                            | 3:31,240 |       |
| 11.     | 6   | Balázs Adolf Dániel Fejes                          | Węgry                             | 3:32,076 |       |
| 12.     | 3   | Sergey Yemelyanov Timofey Yemelyanov               | Kazachstan                        | 3:32,873 |       |
| 13.     | 5   | Pawło Ałtuchow Dmytro Janczuk                      | Ukraina                           | 3:33,330 |       |
| 14.     | 7   | Buly Da Conceição Triste Roque Fernandes dos Ramos | Wyspy Świętego Tomasza i Książęca | 4:12,075 |       |

### Finał A
| Pozycja | Tor | Zawodnicy                        | Państwo   | Czas     | Uwagi |
| ------- | --- | -------------------------------- | --------- | -------- | ----- |
| złoto   | 6   | Serguey Torres Fernando Jorge    | Kuba      | 3:24,995 |       |
| srebro  | 5   | Liu Hao Zheng Pengfei            | Chiny     | 3:25,198 |       |
| brąz    | 4   | Sebastian Brendel Tim Hecker     | Niemcy    | 3:25,615 |       |
| 4.      | 8   | Jacky Godmann Isaquias Queiroz   | Brazylia  | 3:27,603 |       |
| 5.      | 3   | Cătălin Chirilă Victor Mihalachi | Rumunia   | 3:29,285 |       |
| 6.      | 2   | Roland Varga Connor Fitzpatrick  | Kanada    | 3:30,157 |       |
| 7.      | 7   | Wiktor Głazunow Tomasz Barniak   | Polska    | 3:32,317 |       |
| 8.      | 1   | Cayetano García Pablo Martínez   | Hiszpania | 3:41,572 |       |